# Plecotus sacrimontis
Plecotus sacrimontis (Allen, 1908) è un pipistrello della famiglia dei Vespertilionidi endemico del Giappone e delle Isole Curili.

## Descrizione

### Dimensioni
Pipistrello di piccole dimensioni, con una lunghezza totale della testa e del corpo tra 44 e 57,5 mm, l'avambraccio è lungo tra i 37,7 e i 44,1 mm, la coda tra i 43 e i 52 mm, il piede tra i 9 e i 13 mm, le orecchie tra i 36 e i 42 mm.

### Aspetto
La pelliccia è lunga, soffice, densa e lanosa. Le parti dorsali sono marroni con dei riflessi rossastri e la base dei peli più scura, mentre le parti ventrali sono grigiastre o giallo-brunastre chiare con la base dei peli grigia. Il muso è conico e con una maschera facciale più scura. Le orecchie sono enormi, ovali, marroni, unite sulla fronte da una sottile membrana cutanea. Il trago è lungo circa la metà del padiglione auricolare, affusolato e con l'estremità smussata. Le membrane alari sono spesse e marroni. Le dita dei piedi sono lunghe, cosparse di peli brunastri e munite di corti artigli giallastri e fortemente ricurvi. La coda è lunga ed inclusa completamente nell'ampio uropatagio.

## Biologia

### Comportamento
Si rifugia nelle cavità di grossi alberi, talvolta anche in grotte e case.

### Alimentazione
Si nutre di insetti, particolarmente falene e neurotteri.

## Distribuzione e habitat
Questa specie è diffusa nelle isole giapponesi di Hokkaidō, Honshū, Shikoku, Rebun, Rishiri e sulle isole di Kunashir e Iturup, nelle Isole Curili.
Vive tra 700 e 1.700 metri di altitudine.

## Conservazione
La IUCN Red List, considerato il vasto areale, l'adattabilità e la mancanza di minacce rilevanti, classifica P.sacrimontis come specie a rischio minimo (Least Concern)).